# Fort Clatsop

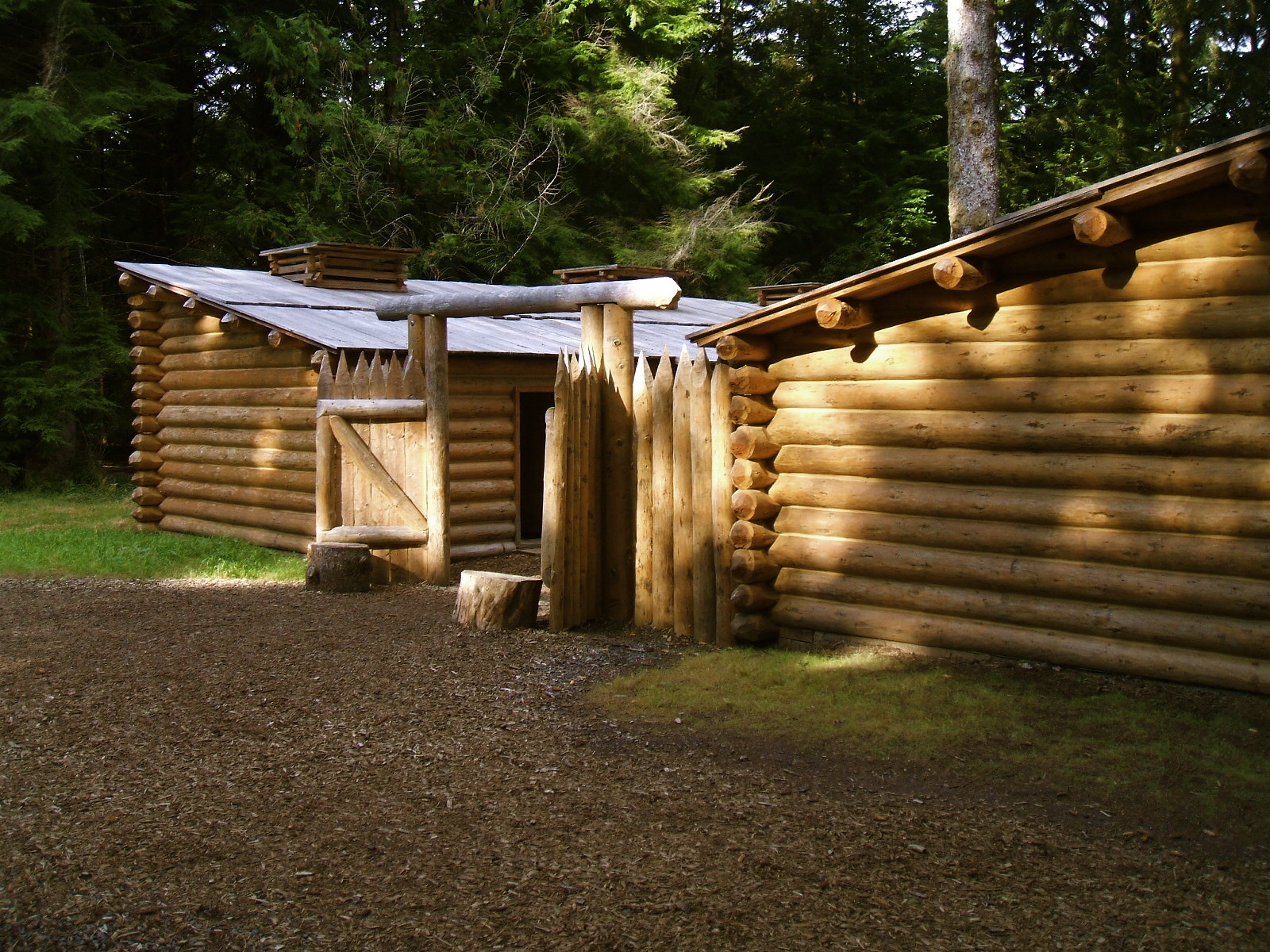
Replika

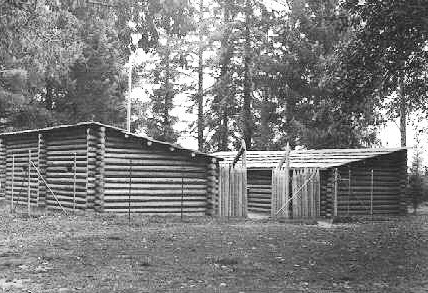
Nachbau der Fort-Clatsop-Siedlung um 1955, kurz vor der Fertigstellung

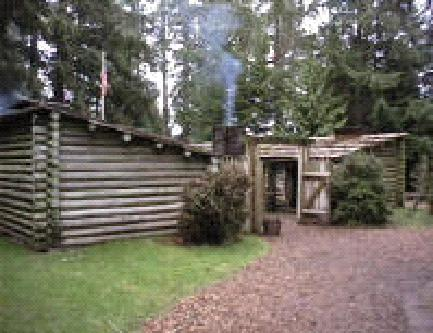
Nachbau von Fort Clatsop vor dem Brand (2001)

Fort Clatsop ist eine Blockhaussiedlung im US-Bundesstaat Oregon, südwestlich der Stadt Astoria. Sie wurde von den Teilnehmern der Lewis-und-Clark-Expedition errichtet und diente den Expeditionsteilnehmern im Winter 1805/1806 als Winterquartier.

## Geschichte
Der Name stammt von einem Stamm der Ureinwohner der Pazifik-Küsten-Region. In den 1950er Jahren entstand eine Nachbildung der Unterkünfte und Blockhäuser. Während der Sommermonate führen freiwillige Helfer den Besuchern das Alltagsleben im Fort zu Beginn des 19. Jahrhunderts vor. Im Jahre 2005 wurde die Nachbildung des Forts durch ein Feuer zerstört. Aufgrund der Fehleinschätzung eines Leitstellenmitarbeiters, der die gemeldete Rauchentwicklung lediglich für aufziehenden Nebel hielt, verzögerte sich die Alarmierung der zuständigen Feuerwehr, und so brannte der größte Teil nieder. Mit öffentlicher Unterstützung wurde aber unverzüglich mit dem Wiederaufbau begonnen und seit Dezember 2006 kann das Fort wieder besichtigt werden.